# Stora Njakajaure naturreservat
Stora Njakajaure naturreservat är ett naturreservat i Arjeplogs kommun i Norrbottens län.
Området är naturskyddat sedan 2024 och är 285 hektar stort. Reservatet ligger sydost om Arjeplog och består av tall- och granskog, myrar och småsjöar omkring de två sjöarna Stora Njakajaure och Lilla Njakajaure.